# Sendspace
Sendspace是一個文件传输网路，它提供的临时文件存储功能，可以用来保存邮件中的大型附件.使用者无需注册就可以上传最大300MB的文件，无容量限制、且无下载和流量限制，同时还可以管理编辑自己上传的文件。目前（截至2008年5月），它在Alexa排名187。 Sendspace也被用于包括格莱美奖在内的重要的录音艺术典礼，如获得Chamillionaire免费派发音乐。